# Biología estacional del hámster siberiano
La biología estacional del hámster siberiano (Phodopus sungorus) hace referencia a los cambios neuroendocrinos controlados por la variación en las horas de luz a lo largo de las estaciones (fenómeno conocido como fotoperiodo) que experimenta este organismo. Gran cantidad de especies animales que habitan en zonas templadas responden a los cambios en la duración del día para iniciar y terminar la época reproductiva, es decir, presentan reproducción estacional.

## Fotoperiodo y señalización de las hormonas tiroideas

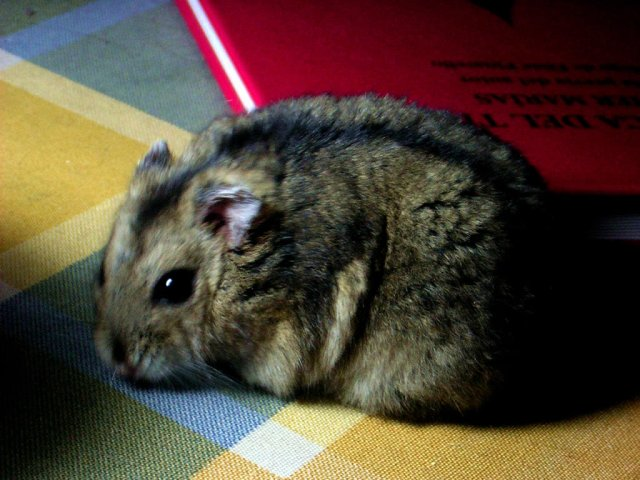
El hámster siberiano se reproduce cuando la duración del día alcanza un límite superior a 13 horas de luz por día, condición que se cumple durante la época primaveral y comienzos de verano.

En algunos animales el ciclo estral está controlado por el fotoperiodo. En ciertos casos la reproducción se da en los meses con mayor horas de luz al día, es decir, entre primavera y principios de verano. Estos animales son denominados reproductores de "día largo" al requerir de mayor horas de luz durante el día para reproducirse. Por otro lado, hay animales cuya época reproductiva se da durante el otoño y son denominados animales reproductores de "día corto", haciendo referencia al menor requerimiento de horas de luz al día para su reproducción. El hámster siberiano es un ejemplo de reproductor de día largo, ya que es fértil durante la primavera, cuando la duración del día es superior a 13 horas de luz/día. En estos animales así como en otros vertebrados la señalización de las hormonas tiroideas juega un papel clave en la transducción de la señal fotoperiódica en el sistema neuroendocrino. Concretamente, la disponibilidad de la hormona triyodotironina (T3; metabolito biológicamente activo) puede desempeñar un papel importante en la regulación estacional de la reproducción. 

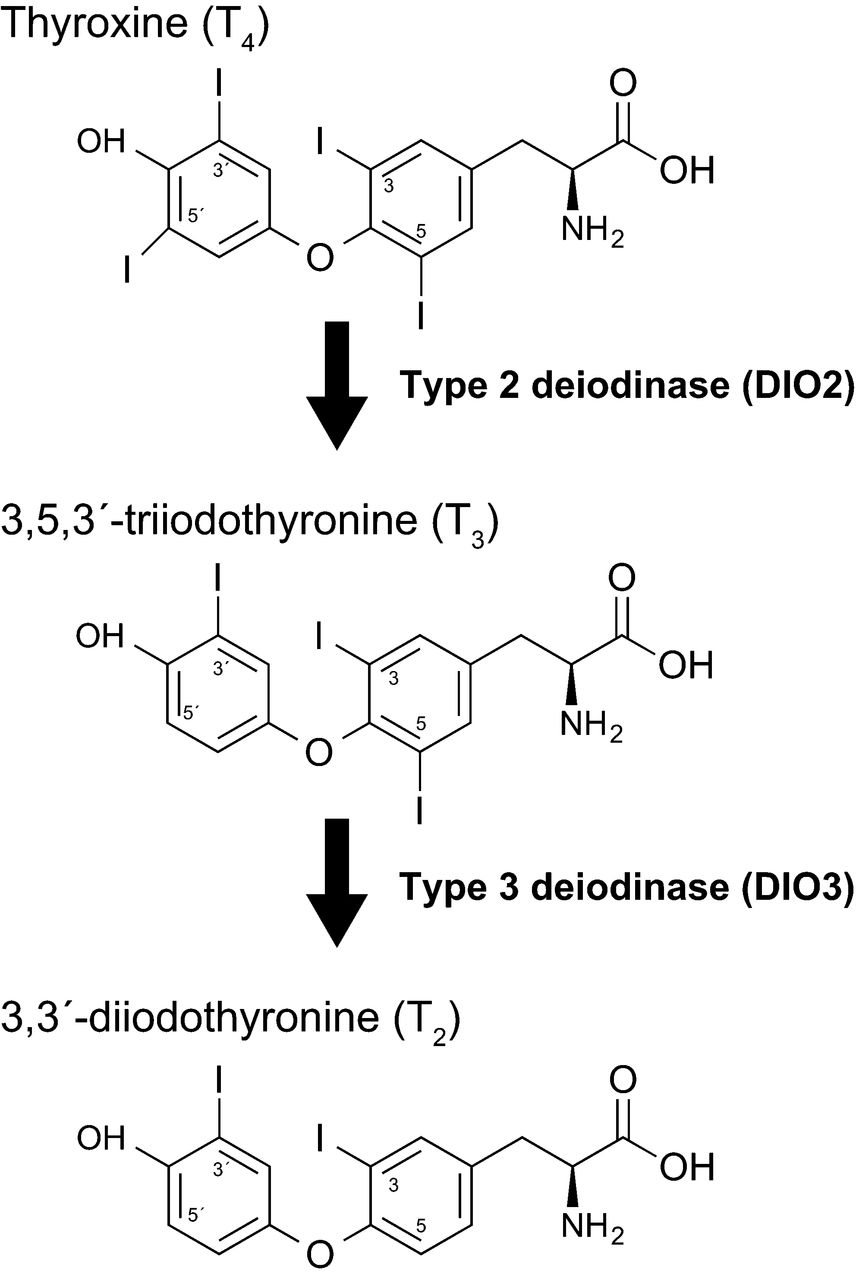
Conversión de las hormonas T4 y T3 por acción de las yodotironina desiodinasas de tipo 2 (DIO2) y tipo 3 (DIO3).

Los niveles de la hormona T3 vienen determinados por la acción de las enzimas yodotironinas desiodinasas, concretamente la desiodinasa de tipo 2 (DIO2) y la de tipo 3 (D3). Estas responden a los cambios estacionales conducidos por la secreción de melatonina. Ambas enzimas controlan el catabolismo peri-hipotalámico de la prohormona tiroxina (T4). 

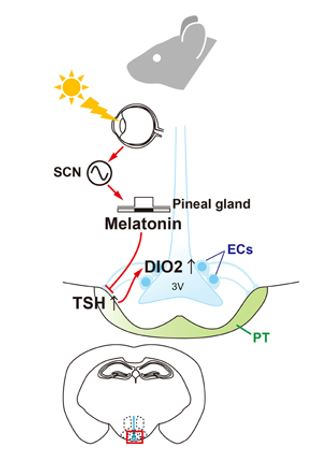
Vía de transducción de la señal luminosa que regula la reproducción estacional en mamíferos.

En el caso del hámster siberiano así como en otros mamíferos reproductores de día largo, los niveles de ambas hormonas son controlados por el fotoperiodo de la siguiente forma:
- Cuando la duración del día alcanza un umbral superior o igual a 13 horas de luz al día, es decir, durante la primera y comienzos de verano, se incrementan los niveles de la enzima DIO2. Al aumentar la actividad de esta enzima se produce un incremento en los niveles de la hormona T3. Esto conduce a activación de vías neuroendocrinas anabólicas que mantienen la competencia reproductiva e incrementan el peso corporal.
- Cuando la duración del día es inferior a 13 horas de luz por día, es decir, durante la época invernal se produce un aumento en la expresión peri-hipotalámica de DIO3. Como consecuencia, se produce una disminución en los niveles de T3 lo que conduce a inhibición en la reproducibilidad del animal y disminución del peso corporal.

Además, en mamíferos, como el hámster siberiano, los ojos (fotorreceptores en mamíferos) son los encargados de captar los cambios en el fotoperiodo. A continuación, la información luminosa es transmitida a través del núcleo supraquiasmático (SCN) a la glándula pineal. Esta información es descodificada mediante la secreción nocturna de melatonina por parte de esta glándula. En última instancia la melatonina regula la cantidad de hormona tirotropina (TSH) en la pars tuberalis (PT) de la glándula pituitaria. Por lo tanto, la cascada de señalización aguas abajo de TSH que conduce a la producción de DIO2 y DIO3 en las células ependimarias (CEs) se activa únicamente en condiciones de "día largo".

## El genoma y transcriptoma fotoperiódico del hámster siberiano
Las modificaciones en el fotoperiodo durante las estaciones son condición suficiente para producir una constelación de cambios en la fisiología del hámster siberiano que dirigen la adaptación y la supervivencia durante el periodo invernal. Aunque los cambios fenotípicos están bien caracterizados; un pelaje agoutí más aislante, pérdida de peso corporal e involución gonadal, los cambios a nivel genómico no están tan bien establecidos.
Sin embargo, gracias a la secuenciación del genoma mediante Illumina junto con el análisis transcriptómico del hipotálamo de hámsteres macho adultos adaptados a un fotoperiodo de día largo (DL; 15 horas de luz y 9 de oscuridad) o un fotoperiodo de día corto (DC; 9 horas de luz y 15 de oscuridad), se han podido identificar genes clave que podrían regular los cambios fisiológicos que experimenta este organismo durante la adaptación estacional. En concreto, se han identificado unos 32 transcriptos de ARN mensajero  con cambios significativos en su expresión entre un fotoperiodo de DL y de DC. Tras realizar un enriquecimiento funcional de los genes mediante análisis con Go ontology se pudo comprobar qué esos genes estaban involucrados en actividades celulares relacionadas con la secreción hormonal y la señalización de neuropéptidos. Además, un total de diez términos enriquecidos involucraban al neuropéptido proopiomelanocortina (pomc). Este neuropéptido podría orquestar los cambios fisiológicos estacionales en este organismo. Además, los niveles de pomc están regulados por la señalización de las hormonas tiroideas que a su vez está directamente regulada por cambios en el fotoperiodo. La triyodotironina (T3) regula la expresión de propiomelacortina. Esto conduce de forma indirecta a un incremento de pomc en fotoperiodos de DL y una disminución durante fotoperiodos de DC.

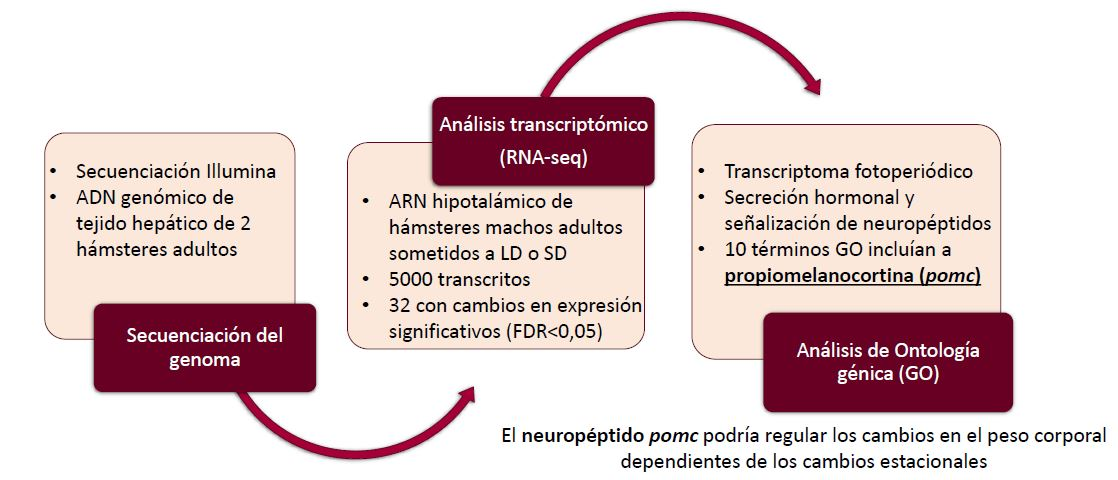
Flujo de trabajo para el análisis genómico y transcriptómico del hipotálamo fotoperiódico del hámster siberiano. Abreviaturas: LD (del inglés long day); SD (del inglés short day), FDR (del inglés false discovery rate), GO (del inglés Go Ontology).